# Vinderup Kommune
| Strukturdaten       | Strukturdaten     |
| ------------------- | ----------------- |
| Sitz der Verwaltung | Vinderup          |
| Fläche              | 223,68 km²        |
| Einwohner           | 8.045 (2006)      |
| Kommune seit 2007   | Holstebro Kommune |

Vinderup Kommune war bis Dezember 2006 eine dänische Kommune im damaligen Ringkjøbing Amt in Jütland. Seit Januar 2007 ist sie zusammen mit der “alten” Holstebro Kommune und der Ulfborg-Vemb Kommune Teil der neuen Holstebro Kommune.
Vinderup Kommune entstand im Zuge der Verwaltungsreform von 1970 und umfasste folgende Sogn:
- Ejsing Sogn
- Handbjerg Sogn
- Ryde Sogn
- Sahl Sogn
- Sevel Sogn
- Trandum Sogn
- Vinderup Sogn